# Moggridgea dyeri
Espèce
Moggridgea dyeri est une espèce d'araignées mygalomorphes de la famille des Migidae.

## Distribution
Cette espèce est endémique d'Afrique du Sud. Elle se rencontre au Cap-Oriental et au  KwaZulu-Natal.

## Description
Les femelles mesurent de 7,33 à 13,60 mm.

## Étymologie
Cette espèce est nommée en l'honneur de Robert Allen Dyer.

## Publication originale
- O. Pickard-Cambridge, 1875 : On a new genus and species of trap-door spider from South Africa. Annals and Magazine of Natural History, sér. 4, vol. 16, p. 317-322 (texte intégral).